# 傳奇系列
传说系列（台湾旧译）是由万代南梦宫娛乐（原南梦宫）持有，以奇幻日式电子角色扮演游戏作品为主的跨媒体制作系列。游戏在2011年前由南梦宫传说工作室（原狼組）开发，现在由萬代南夢宮工作室开发。自超级任天堂平台首作《幻想传说》于1995年发行以来，系列已经有15部正篇游戏和诸多游戏续作，以及漫画、动画和广播剧等跨媒体作品。截至2020年，全系列的累計出貨量已達2386萬份。
虽然系列作品间角色和故事互相独立，但游戏性、主题和高度奇幻的设定通常都是相近的。系列以日式动漫艺术风格，以及动作制战斗系统“線性動作戰鬥系統”（LMBS）形成特征。多位人物和系列形成了联系，如角色设计师藤岛康介和猪股睦美，制作人馬場英雄和吉積信、富澤裕介，以及作曲家樱庭统。系列生父為僅參與《幻想傳奇》開發、現為Tri-Ace所屬的五反田義治。
大多数正篇有在西方國家本地化，但衍生作品基本只在日本发行。系列初期即有在北美地區發售，但从《仙乐传说》才开始在歐洲發行。评论多称赞系列战斗系统，但主要批评故事和角色。

## 作品

### 游戏
传说系列从1995年首作面世以来，已15部正篇和多部衍生作品。虽然正篇游戏都以“传说”命名，但游戏机制和主题各不相同。传说作品通常在原作发行后都会移植到新平台，但这些重制版很少在日本外本地化。2007年任天堂DS游戏《暴風傳奇》最初被视为正篇，但2007年被划为衍生作品。

#### 正篇
| 1995 | 幻想传说                    |
| 1996 |                             |
| 1997 | 宿命传说                    |
| 1998 |                             |
| 1999 |                             |
| 2000 | 永恒传说                    |
| 2001 |                             |
| 2002 | 宿命传说2                   |
| 2003 | 仙乐传说                    |
| 2004 | 重生传说                    |
| 2005 | 遗迹传说                    |
| 2005 | 深渊传说                    |
| 2006 | 暴风传说                    |
| 2007 | 圣洁传说                    |
| 2008 | 仙乐传说 -拉塔特斯克的骑士- |
| 2008 | 薄暮传说                    |
| 2008 | 心灵传说                    |
| 2009 | 圣恩传说                    |
| 2010 |                             |
| 2011 | 无尽传说                    |
| 2012 | 无尽传说2                   |
| 2013 |                             |
| 2014 |                             |
| 2015 | 热情传说                    |
| 2016 | 狂战传说                    |
| 2017 |                             |
| 2018 |                             |
| 2019 |                             |
| 2020 |                             |
| 2021 | 破曉傳奇                    |

系列以1995年超级任天堂游戏《幻想传说》诞生，该作引入并确立了传说系列的许多元素。游戏到2006年才以Game Boy Advance版登录西方。游戏还移植于PlayStation、PlayStation Portable和iOS。PlayStation有上有两部传说游戏首发：1997年的《宿命传说》，也最早在北美发行的作品；2000年的《永恒传说》，在西元2001年以《宿命传说2》为题发行。
五部作品在PlayStation 2发行。《宿命传说》的直系续作《宿命传说2》于2001年发行，2007年发行日本PlayStation Portable版；PlayStation 2原版是唯一中文化的游戏，而双版本都未在西方发行。《仙乐传说》在日本PlayStation 2和任天堂GameCube发行，其中GameCube版登陆北美和欧洲。这是系列首部采用3D角色与环境的作品，也是首部在欧洲发行的作品。《重生传说》于2004年发行，2008年移植到PlayStation Portable，尚未在日本外本地化。《遗迹传说》和《深渊传说》皆于2005年在日本发行，并双双在次年北美本地化。《遗迹传说》是首部且唯一由南梦宫内部团队“Project Melfes”开发的传说游戏，《深渊传说》则由《仙乐传说》团队开发，使用了相同的图形引擎。《深渊传说》随后移植到任天堂3DS，在日本、北美和欧洲发行。
《圣洁传说》于2007年在日本任天堂DS平台发行，重制版《圣洁传说R》于2012年在PlayStation Vita平台发行；两个版本都未在西方发行。第七世代游戏机上的首款游戏是《薄暮传说》，对应Xbox 360平台，2008年在日本和北美、2009年在欧洲发行。日本独占PlayStation 3移植版也于2009年发行。《心灵传说》于2008年在任天堂DS平台发行，重制版《心灵传说R》于2013年在日本、2014年年在西方发行。
第12作《圣恩传说》于2009年在日本Wii平台发行。PlayStation 3移植版《圣恩传说f》于2009年在日本、2012年在西方发行。系列15周年纪念作品《无尽传说》于2011年在日本PlayStation 3、2013年在西方发行。其直系续作《无尽传说2》是系列第14部正篇，于2012年在日本、2014年在西方发行。第15部正篇《热情传说》2015年在全球发行，但故事被不少玩家批評，到2016年發售作為熱情傳說前傳的《緋夜傳奇》。4年後於2019年Xbox E3展發表正篇系列新作《破曉傳奇》的消息，作為系列的25週年紀念作名義在Playstation, Xbox Series X/S 及Steam於2021年全球發行。

#### 续作与衍生作品
系列有少量续作和大量衍生作品与子系列。《风雨传说》属于例外，由多名正篇创作人制作，是《圣洁传说》的先行者，这是衍生作品而非原作品。直系续作有三部：《宿命传说2》、《无尽传说2》和《仙乐传说 -拉塔特斯克的骑士-》。《永恒传说》有一部PC平台衍生大型多人在线角色扮演游戏《永恒传说Online》。手机平台有多部跨界作品，如《Tales of Link》、Tales of Mobile系列、《Tales of Card Evolve》、《Tales of Kizna》和《群星傳奇》。两部作品于日本PlayStation Portable平台发行：2009年的《对战传说》和2012年的《英雄傳奇 閃耀雙星》。世界传说是主要的衍生子系列，首作《世界传说 换装迷宫》于2000年在日本Game Boy Color平台发行。只有《世界传说 光明神话》在西方发行。另一子系列传说迷传说有两部作品，分别于2002年在PlayStation、2007年在PlayStation 2平台发行。

### 相关媒体
传说系列有扩展到广播剧、漫画和动画等媒体。多部传说游戏有改编原创动画录影带（OVA）和电视连剧续。《仙乐传说》OVA三集于2007年到2011年放映，后于2013年发布合辑。《深渊传说》改编电视连续剧于2008年10月至2009年3月播出。《幻想传说》和《永恒传说》也有改编动画。系列首部戏剧片是《薄暮传说》前传《薄暮传说 首鸣》于2009年在日本、2012年在北美上映。《热情传说》的电视动画也处于制作期。最新作《破曉傳說》於2020年12月釋出動畫PV。
系列还有书籍和广播剧作品。《幻想传说》有多张广播剧，包括2000年1月和3月发行的四张选辑和2001年12月发行的独立广播剧。《仙乐传说》也有七张讲述游戏剧情的广播剧。《遗迹传说》的两张广播剧分别于2005年8月和9月发行。《幻想传说》的漫画于2008至2009年间连载，《深渊传说》发售同年也有三卷改编漫画发行。《仙乐传说》被小说化与漫画化。《宿命传说》、《圣恩传说》和《无尽传说》也有此类改编作品。

## 共通元素

### 玩法
传说系列属于电子角色扮演游戏系列。许多元素一作又一作的继承。系列最大特征元素是战斗系统“線性動作戰鬥系統”（LMBS）。它被视作每部正篇的支柱与基础，自首作《幻想传说》引入以来，多次强化或改动。系统采用类似打斗的即时战斗系统，全然不同于《幻想传说》发售当时RPG主流的回合制战斗系统。
游戏中引入的一些特色公认人气很高，从而在之后的作品中沿用，“自由跑动”（角色在战场自由移动的能力）就是一例.。游戏轻度采用了回合制战斗元素：比如《宿命传说》和之后游戏采用的“连携容量”系统（角色可移发动多个技能）。《遗迹傳奇》的战斗系统特意设计的和乱斗类似：团队称这是希望将乱斗和传说游戏的故事与等级机制结合。角色多可使用奥义，即战斗中的特殊攻击。玩家一般只能控制单一角色，但《宿命传说》和以后的一些游戏有多人选项。
每作的战斗系统都有强化，并以特有的描述性名称表示：比如《圣恩传说》采用“风格切换”系统（角色可以在两类奥义中切换），《热情传说》采用“融合连锁”系统（人族角色和天族角色暂时合體並获得更强的戰鬥力）。角色会获得“称号”，一些作品中给角色分配称号会赋予战斗加成。正篇中，在世界地图或环境中移动遇敌时，会切换到专门的画面展开战斗。而《热情传说》战斗会直接在地图画面中展开。
在大多传说游戏中，不同角色间会有戏剧和喜剧性的支线小品对话。这特色从《宿命传说》开始，而在英文版中大多被删去。在英文GameCube版《仙乐传说》中，小品的配音被除去，但HD再版中收录了日版配音，因此也就保留了小品配音。首个英文版小品全配音的作品是《薄暮传说》；也有《深渊传说》配音的计划，但因容量问题砍去。料理系统也是常见的系统，这些游戏中角色可以制作料理回复体力，料理制作也有类似经验值的系统。

### 主题、情节与角色
传说系列著名的叙事主题是不同种族间的共存问题。典例是大量探索种族主义主题的《重生传说》，编剧平松正树的灵感来自南斯拉夫的种族冲突。根植围绕争议于信仰等主题的剧情角色是另一常见性质。系列各作主题由系列制作人根据当前世界事件决定。主题选择有助于指示游戏的名称：一旦主题确定，团队就会搜索各种语言寻找合适的代表词。在2008年制作者访谈中，Gamasutra称各故事叙事“非常同质”，但受访者表示此观点源自这样一种事实：西方爱好者多未无日本文化阅历，因此看起来每作间非常相似。每部游戏都聘请各自项目的编剧，包括自由职业者和内部编剧。实弥岛巧是参与多个项目的编剧之一，编写了《仙乐传说》和《深渊传说》的故事。故事主要设定在高度幻想的世界，制作人不选择阴暗或者科幻的设定。采用现代设定，比一般作品跟阴暗的《无尽传说2》例外。确认称该方向为系列的一次性实验。
在传说游戏中主角扮演关键角色，不完全原因是各做中都需要他们来描述主题。《深渊传说》尝试冒险最开始不讨喜的异端主人公。团队为了提升目标群年龄限制，在《薄暮传说》中采用更成熟的主人公。《無盡传说》除了男主人公裘德·马西斯外，还初次采用女主人公米拉·麦克斯韦，虽然当时称没有创作单女主人公游戏的坚实计划。让玩家在角色上看到自己的影子是另一高优先考虑。

### 专用语
系列中会用独特的专用语指代游戏。2007年吉積宣布将传说游戏分类“旗艦作品”和“护航舰作品”两类。“旗艦”概念上為“正統新作”，“护航舰”则对应“衍生作品”。两类游戏的内部差别是，“护航舰作品”不为旗艦游戏提供灵感，而是借鉴它们最受欢迎的元素。游戏多有“特有種類名稱”，基本为概括游戏总主题的解释性标题或短语，如《永恒传说》的是“永遠和羈絆的RPG”。据吉积称主要原因是，不应将传说系列当做开发团队创作的角色扮演系列，而应是“角色的扮演游戏”——玩家不将游戏角色当做化身，而是了解并看着他们成长：种类名表示将他们与其他角色扮演游戏相区别。然而这些术语在英语本地化版中大量除去。重制或移植版也有专用语：“R”代表“重制”（remake）或“重新想象”（re-imagination，出现于《心灵传说R》），而《圣恩传说f》中的“F”表示“未来”（future），指代游戏增加的故事内容。

## 开发

### 历史
系列初代游戏《幻想传说》改编自游戏编剧兼主程序员五反田义治的未出版小说《幻想传说》（Tale Phantasia）。在编写游戏故事中，遗弃或改编了几个原小说元素。游戏1986年建立的独立游戏开发工作室由狼组开发。因原雇主日本通讯网络能力糟糕，多名狼组成员寻求独立的游戏发行商。在和艾尼克斯协定未果后，他们和南梦宫（现万代南梦宫）签订了发行合同。超级任天堂版《幻想传说》开发周期陷入困境，狼组和南梦宫就许多创意产生分歧。分歧导致大部分狼组成员在游戏开发后离开建立新公司tri-Ace，即星之海洋系列的开发商。留下来的成员继续开发传说系列游戏。
工作室一直独立，直到2003年被万代南梦宫吸收后易名南梦宫万代工作室。万代南梦宫、日本通讯网络和系列总监菊池荣二分别持有工作室的股份。2006年南梦宫买下了通讯网络的股份，再之后又买下了菊池的，从而完全控制工作室。2011年中段的财政报告显示南梦宫传说出于严重财政困难，有2011万美元债务，同时报告上一财年亏损。同年11月母公司正式宣布吸收工作室。在南梦宫传说被吸收后，原系列品牌管理人马场英雄被指定担任系列制作人。他曾担任过原版《心灵传说》制作人。同时吉积信担任总系列制作人，他参与过《宿命传说》和《圣洁传说》等多部游戏的制作。

### 艺术设计
系列采用模仿竞争动漫的卓越艺术风格。马场称，当制作团队决定主角的故事、个性和环境后才创作角色设计。此外画师可以用自己的想象，但也会被要求修改着装细节和面部表情。漫画家藤岛康介是系列主设计师之一。他从《幻想传说》就开始参与角色设计，此后他还为《深渊传说》、《薄暮传说》和《无尽传说》等作品设计角色。另一名设计师猪股睦美从《宿命传说》参与设计，他参与了《永恒传说》、《重生传说》和《无尽传说》等设计。第三名长期设计师是奥村大悟，他为《无尽传说2》和《交響曲傳奇 拉塔特斯克的騎士》设计角色。其他设计师还有中澤一登（《遗迹传说》）、木村浩一（《无尽传说2》）和岩本稔（《热情传说》）。游戏世界和角色的艺术设计风格从卡通渲染动画（《薄暮传说》）到写实风格（《无尽传说2》）不一。作品的艺术风格由开发者依主题和故事决定。
游戏有动画过场，同时制作团队为提升玩家第一印象而将之视为重点。系列力避一般动漫的夸张等修饰、以及作品间的常见叙事元素。《宿命传说》是首部采用这种过场动画的作品。除了《无尽传说》和《无尽传说2》外的过场由Production I.G制作；为了展示系列的新艺术方向，这款游戏的动画交由Ufotable制作。制作团队作为实验，发行了两种任天堂DS《心灵传说》版本，其一采用Production I.G的传统动画，其二采用Shirogumi公司的计算机成像（CGI）过场。结果显示在爱好者群中CGI过场比动画过场冷门。

### 技术与开发团队
游戏引擎通常由内部开发：列举的理由包括外包开发的问题。在《薄暮传说》前，开发以项目为基础进行，为每部作品制作新开发工具和引擎。因为支出增长，开发过程改编，并朝使用更易用引擎方向简化。工作室分为两支团队，宿命团队开发《宿命传说》等2D作品，仙乐团队开发3D作品。在公司内部，除了一些核心人员，两个工作室有分别重大。在2011年南梦宫传说被合并前，大部分主要传说游戏都由他们制作。由万代南梦宫内部开发的《遗迹传说》和Alfa System开发的《純真傳奇》是兩個重要例外。Alfa System還開發了許多掌上機衍生作品。在南夢宮傳奇被萬代南夢宮合併後，原團隊和職員在成立新內部開發工作室萬代南夢宮工作室時重組。

### 音樂
傳奇系列主要作曲人是櫻庭統。他早在《幻想传说》就参与作曲，此后作为自由作曲家的他为几乎全部正篇谱曲。樱庭统标志的乐风在他大多数传说配乐上体现。他还频繁和作曲家田村信二合作。在樱庭统未参与的游戏中，《遗迹传说》由内部作曲家椎名豪作曲，《純真傳奇》由中村和宏配乐。樱庭和椎名合作为《热情传说》配乐。系列许多游戏的主题曲采用不同日本歌手的授权歌曲，歌手包括Garent Crow（《永恒传说》）、Deen（《遗迹传说》、《心灵传说》）、Kokia（《純真傳奇》）、滨崎步（《无尽传说》、《无尽传说2》）等。许多早期游戏英文化版删去了主题曲，比如《仙乐传说》用管弦乐版替换了主题歌。最早采用日版主题曲的西方版传说作品是《薄暮传说》。

### 本地化
傳奇系列游戏只有PlayStation 2版《宿命传说2》有官方中文版。马场在2012年的采访中表示“目前尚无任何‘亚洲在地化’的计划”。
多部传说作品，特别是大多衍生作品，没有在西方本地化或仅在北美發行：前者如正篇中的《重生传说》和《純真傳奇》，後者如《遗迹传说》。马场在2013年表示，正篇比衍生作品本地化优先度高。此外他还称，本体化团队有限，他们需要“挑选”在西方发行什么游戏。西方版《永恒传说》名为“宿命传说2”，原因是潜在的商标冲突和充分利用《永恒传说》的知名度。万代南梦宫计划《热情传说》的西方版和日版同年发行。做出此决定乃因《无尽传说》和续作的推延发行，以及西方爱好者对此的反应。爱好者亦有民间翻译，如原版《幻想传说》和《純真傳奇》。虽然爱好者强烈要求西方版加入日本配音，但授权问题多制约了万代南梦宫。手机游戏因是和日本专用手机开发商合作，其本地化也被置于低优先度。

### 译名
傳奇系列正編第一作《幻想传说》（Tales of Phantasia）由於劇情含有時間旅行，因此在台灣發售時，被譯作“時空幻境”，而在第二作《宿命传说》（Tales of Destiny）發行後，劇情雖無時光旅行，但被當做系列作，譯成“時空幻境2”，而在第三作《永恒传说》（Tales of Eternia）發售後，台灣對此作則有“時空幻境3”與“永恆傳奇”兩種不同的稱呼，但基本上仍以稱呼“時空幻境3”的人佔多數，到了系列第四作《宿命传说2》（Tales of Destiny 2）發售後，由於劇情延續於《宿命传说》，無法再被譯作“時空幻境4”，故隨原始名稱譯作“命運傳奇2”，此後發售的正編系列作亦是對原始名稱進行中譯，不再有“時空幻境”的譯名，而在這之前發售第二、三作也開始被人稱做“命運傳奇”、“永恆傳奇”；“時空幻境2”、“時空幻境3”變成只是少數人的稱呼，至於第一作的中文譯名仍以“時空幻境”為主流稱呼，也有称呼“时空幻境 幻想传奇”的，但並未隨原始名稱改稱做“幻想傳奇”。

## 评价与影响
系列自诞生以来一般都销量良好。系列销售主力在日本：2007年时销量87%在日本、8%在北美、3%在欧洲、2%在中国大陆。当时最畅销的作品是《仙乐传说》（GameCube版95.3万，PlayStation 2版48.6万），《宿命传说》（PlayStation版110万），《无尽传说》（PlayStation 3版100万）和《宿命传说2》（PlayStation 2版97.7万）；该销量不计手机游戏和在线游戏。系列的成功还促进了对应游戏机的销售：《薄暮传说》登陆Xbox 360让该主机在日本首次卖完，同样因为对于目标受众，次世代主机销售前景渺茫，南梦宫决定为PlayStation 3开发《热情传说》。到2013年12月时，系列已经在全球100个地区出货1600万套。
虽然传说系列在英文区一直难受瞩目，但在日本被视为最庞大的角色扮演游戏系列之一。1UP.com的杰里米·帕里什在2001年称，传说系列在日本仅次于最终幻想和勇者斗恶龙，是第三大RPG系列。Gamasutra布兰登·谢菲尔德同样称，“虽然系列没有最终幻想在西方或勇者斗恶龙在日本那样的文化蕴藏，但仍然是全球非常流行的品牌”。IGN的Anoop Gantayat称就销量而言，传说是第三大日式角色扮演游戏系列。系列《宿命传说》和《遗迹传说》等作品可以和街头霸王等格斗或乱斗游戏比肩。GameTrailers专门以《圣恩传说》为例，称線性動作戰鬥系統是五大顶尖JRPG战斗系统之一。故事和角色多获西方褒贬两极的评价：《遗迹传说》、《深渊传说》和《无尽传说》的评价从褒贬不一到积极，《仙乐传说》和《圣恩传说》等则蒙受批评。对这些游戏和《遗迹传说》的批评是故事可以猜到或老生常谈。系列几部游戏的图形也获得分化的评价，如《宿命传说》、《永恒传说》、《圣恩传说》和《无尽传说》。
随着2013年的《仙乐传说 同律包》的发行，馬場称《仙乐传说》是系列到当时在西方最成功的作品，虽然系列主要目标受众仍在日本。而马场在早期采访中称，为保持系列清新、同时在每作中沿用基本元素，系列幕后团队投入了大量精力和开发。美国玩家对《仙乐传说》的积极反响影响了之后各个团队的游戏开发。制作经理丹尼斯·李在2014年表示，系列自《仙乐传说》发行后知名度开始上升。南梦宫万代作为回应，注重将更多作品引入西方。他们关于未来开发或发行什么作品的研究，大多数都围绕在游戏大会和特别活动中，和传说系列爱好者直接对话展开。
2021年3月，万代南梦宫娱乐在其傳奇系列的YouTube頻道的視頻中發布了該系列的最新全球和地區銷售數字，截至當時，全球最暢銷的遊戲系列是仙樂傳説、熱情傳説和聖恩傳説（172萬份），參賽作品的成功還與它們發布的遊戲機有關：永恆傳説在 Xbox 360上的發布導致該遊戲機在日本首次售罄，而万代南梦宫娱乐由於銷量低下決定在PlayStation 3上發布Zestiria下一代遊戲機在目標受眾中的前景。 到2013年12月，該系列在全球100個國家/地區的出貨量已超過1600萬部，截至2020年，該系列已在全球出貨2386萬部，2021年9月，隨著Arise的發布，万代南梦宫娱乐宣布該系列已售出2500萬部。